# Drum național 1E
Der Drum național 1E (rumänisch für „Nationalstraße 1E“, kurz DN1E) ist eine Hauptstraße in Rumänien, die den Wintersportort Poiana Brașov erschließt. 

## Verlauf

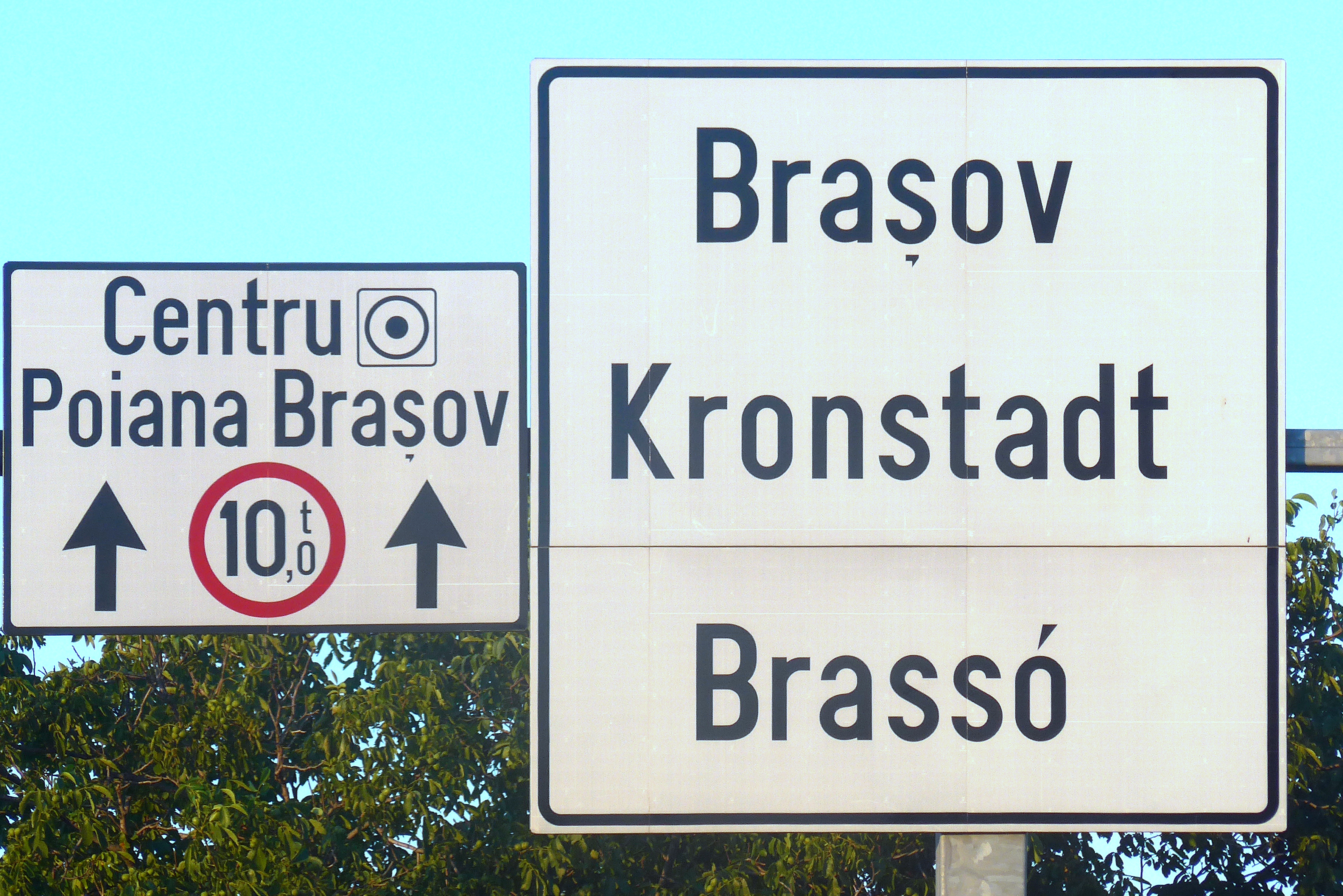
Mehrsprachiges Ortsschild und Wegweiser

Die Straße zweigt in Râșnov (Rosenau) vom Drum național 73 (Europastraße 574) ab und führt über Poiana Brașov (Schulerau) in die Kreishauptstadt Brașov (Kronstadt), wo sie auf den Drum național 1 (Europastraße 68) trifft und an diesem endet.
Die Länge der Straße beträgt rund 22 km.